# Mika Brunold
Mika Brunold (* 2. Oktober 2004 in Winterthur) ist ein Schweizer Tennisspieler.

## Karriere
Brunold spielte bis 2022 auf der ITF Junior Tour. In der Jugend-Rangliste erreichte er mit Rang 27 seine höchste Notierung. Er nahm 2022 an den beiden europäischen Grand-Slam-Turnieren teil. Bei den French Open erreichte er die zweite Runde des Einzels, in Wimbledon stand er im Achtelfinal des Doppels. Er war vor allem bei Turnieren der zweit- und dritthöchsten Kategorie erfolgreich.
Bei den Profis spielte Brunold ab 2021 Turniere. In diesem Jahr sammelte er erste Punkte für die Weltrangliste im Doppel. Im Einzel zog er 2022 mit dem Einzug in den Halbfinal eines Future-Turniers in die Top 1000 ein. 2023 lag der Fokus völlig auf den Turnieren der Profis. Im Einzel kam er bei zwei Schweizer Turnieren der ATP Challenger Tour dank einer Wildcard zu den ersten Einsätzen auf der höherdotierten Turnierebene. In Lugano und Biel besiegte er drei Spieler der Top 200 und zog jeweils in die Viertelfinals ein. Im August des Jahres gewann er seinen ersten Future-Titel im Einzel, im Doppel war er 2023 ebenfalls einmal erfolgreich. Zu seinem ersten Auftritt auf der ATP Tour kam Brunold in Gstaad, wo er zusammen mit seinem Landsmann Kilian Feldbausch eine Wildcard für das Doppelfeld erhielt. Dort unterlagen sie den Setzlistenersten Marcelo Demoliner und Matwé Middelkoop in zwei Sätzen. In der Weltrangliste stieg der Schweizer durch seine Erfolge bis Platz 561 des Einzels.